# Захід (фільм, 2018)
«Захід» (угор. Napszállta) — угорсько-французький фільм-драма 2018 року, поставлений режисером Ласло Немешем. Світова прем'єра стрічки відбулася 2 вересня 2018 року на 75-му Венеційському міжнародному кінофестивалі, де він брав участь в основній конкурсній програмі та отримав Приз ФІПРЕССІ .
У вересні 2018 року фільм було висунуто від Угорщини претендентом на 91-шу премію «Оскар» Американської кіноакадемії в номінації за найкращий фільм іноземною мовою.

## Сюжет
1913 рік, Будапешт, серце Європи. Молода сповнена рішучості Ірис Лейтер приїжджає в столицю Угорщини. Там вона намагається влаштуватися на роботу модисткою в легендарну капелюшкову крамницю, яка колись належала її покійним батькам. Новий власник виганяє колишню спадкоємицю, що стала жертвою жорстоких інтриг. Ірис відмовляється залишити місто й починає власне розслідування таємниць минулого на темних вулицях Будапешта напередодні Першої світової війни.

## У ролях
| • Сюзанна Вуест  | … | Принцеса         |
| • Юлі Якаб       | … | Ірис Лейтер      |
| • Влад Іванов    | … | Оскар Бріль      |
| • Евелін Добос   | … | Зельма           |
| • Левенте Молнар | … | Ґаспар           |
| • Юдіт Бардош    | … | Саріна           |
| • Бйорн Фрайберг | … | чоловік у білому |
| • Урс Регн       | … | Ісмаель          |
| • Моніка Бальшаї | … | місіс Мюллер     |
| • Уве Лоер       | … | полковник        |
| • Марцін Чарнік  | … | Шандор           |
| • Янош Кулька    | … | Леопольд         |
| • Шандор Жотер   | … | доктор Герц      |

## Знімальна група
- Автори сценарію — Ласло Немеш, Клара Ройєр, Матьє Тапоньє
- Режисер-постановник — Ласло Немеш
- Продюсери — Габор Райна, Габор Шипош
- Виконавчий продюсер — Юдіт Штальтер
- Асоційовані продюсери — Віраґ Бараньї, Себастьян Беффа
- Співпродюсери — Ніколя Бриго-Робер, Валері Гуйбал, Франсуа Йон
- Лінійний продюсер — Барнабаш Гутлашша
- Оператор — Матьяш Ердей
- Композитор — Ласло Меліш
- Монтаж — Матьє Тапоньє
- Художник-постановник — Ласло Райк
- Художник-костюмер — Дьєрдьї Сакач
- Артдиректор — Дорка Кісс
- Звук — Тамаш Зані

## Нагороди та номінації
| Список нагород та номінацій                             | Список нагород та номінацій | Список нагород та номінацій                  | Список нагород та номінацій | Список нагород та номінацій | Список нагород та номінацій |
| Кінофестиваль/Кінопремія                                | Рік                         | Категорія                                    | Номінант(и)                 | Результат                   | Дж                          |
| ------------------------------------------------------- | --------------------------- | -------------------------------------------- | --------------------------- | --------------------------- | --------------------------- |
| 75-й Венеційський міжнародний кінофестиваль             | 2018                        | Золотий лев                                  | Захід                       | Номінація                   |                             |
| 75-й Венеційський міжнародний кінофестиваль             | 2018                        | Приз ФІПРЕССІ за найкращий фільм             | Захід                       | Перемога                    | [ 3 ]                       |
| Міжнаролдний кінофестиваль у Мішкольці Jameson CineFest | 2018                        | Приз Емеріха Прессбургера                    | Захід                       | Номінація                   |                             |
| 43-й Міжнародний кінофестиваль у Торонто                | 2018                        | Приз «Вибір народу» — Спеціальні презентації | Захід                       | Номінація                   |                             |
| 62-й Лондонський кінофестиваль                          | жовтень 2018                | Приз за найкращий фільм — Офіційна програма  | Захід                       | Номінація                   | [ 6 ]                       |